# Iglesia de San Mateo Apóstol (Vega de San Mateo)
La parroquia de San Mateo Apóstol en Vega de San Mateo (provincia de Las Palmas, Canarias, España), es un edificio levantado a lo largo del siglo XIX muostrando una fusión de varios estilos arquitectónicos donde sobresalen el clasicismo, el academicismo y el mudéjar.

## Estructura
Su estructura muestra una disposición poco frecuente en este tipo de edificaciones, conformada originariamente por una nave rectangular que data de 1800 a la que se le anexó en su lado norte otra, que se concluyó en 1895, de la misma altura pero más estrecha, lo que causa una disimetría espacial en su interior. Con el fin de dar continuidad a una calle aledaña y resolver así la trama urbana del casco, en ese tiempo hubo que demoler una capilla del crucero que sobresalía.
La cubierta de las naves está conformada por armaduras de par y nudillo atirantadas. Se sostiene, en el centro, sobre una sucesión de arcos de medio punto sobre pilares circulares en piedra de cantería y sobre los muros de carga en los laterales. Por su parte, la capilla Mayor y la de la Epístola se cubren ochavadas con artesonado mudéjar.
La fachada principal, enmarcada por pilastras de cantería en sus extremos y rematada con una cornisa, está coronada con una espadaña grande en cuya base se encuentra el reloj y en la parte superior el cuerpo para tres campanas, todo ello proyectado por José Luján Pérez. La campana del templo, agregada cuatro años después de acabada su construcción, fue enviada desde Cuba por emigrantes canarios de esta localidad. Las portadas, simétricas respecto al eje de las naves, fueron realizadas enteramente en piedra de cantería aunque de distinta procedencia, dado el desfase con el que se construyeron. Los huecos de acceso se resolvieron mediante arcos de medio punto flanqueados por pilastras de cantería y, sobre ellos unos pequeños rosetones. En la fachada norte se incorporan unos bancos de obra de fábrica, los poyitos, que son muy populares en el pueblo.

## Imágenes
En el interior hay una talla de San Mateo que se le atribuye a Luján y que fue restaurada recientemente por Arsenio de las Casas. También nos encontramos con figuras de la Virgen del Rosario, de Santa Ana y del Cristo Resucitado, todas ellas correspondientes al tallista grancanario. El artista Arsenio de las Casas es el creador de otras imágenes presentes en el templo, como las de San Juan Evangelista y la Verónica, así como el restaurador de la talla de San José. Otras imágenes que pueden encontrarse en este templo son las de la Dolorosa, obra del lanzaroteño Francisco Lasso, y el Cristo Crucificado del artista galdense José de Armas Medina.

## Efemérides
- El 16 de octubre de 2019, la imagen de la Virgen del Pino (Patrona de Gran Canaria) se hospedó en este templo dentro de su peregrinación a los municipios afectados por el incendio de Gran Canaria de 2019.[1]